# Gunnar Westrin

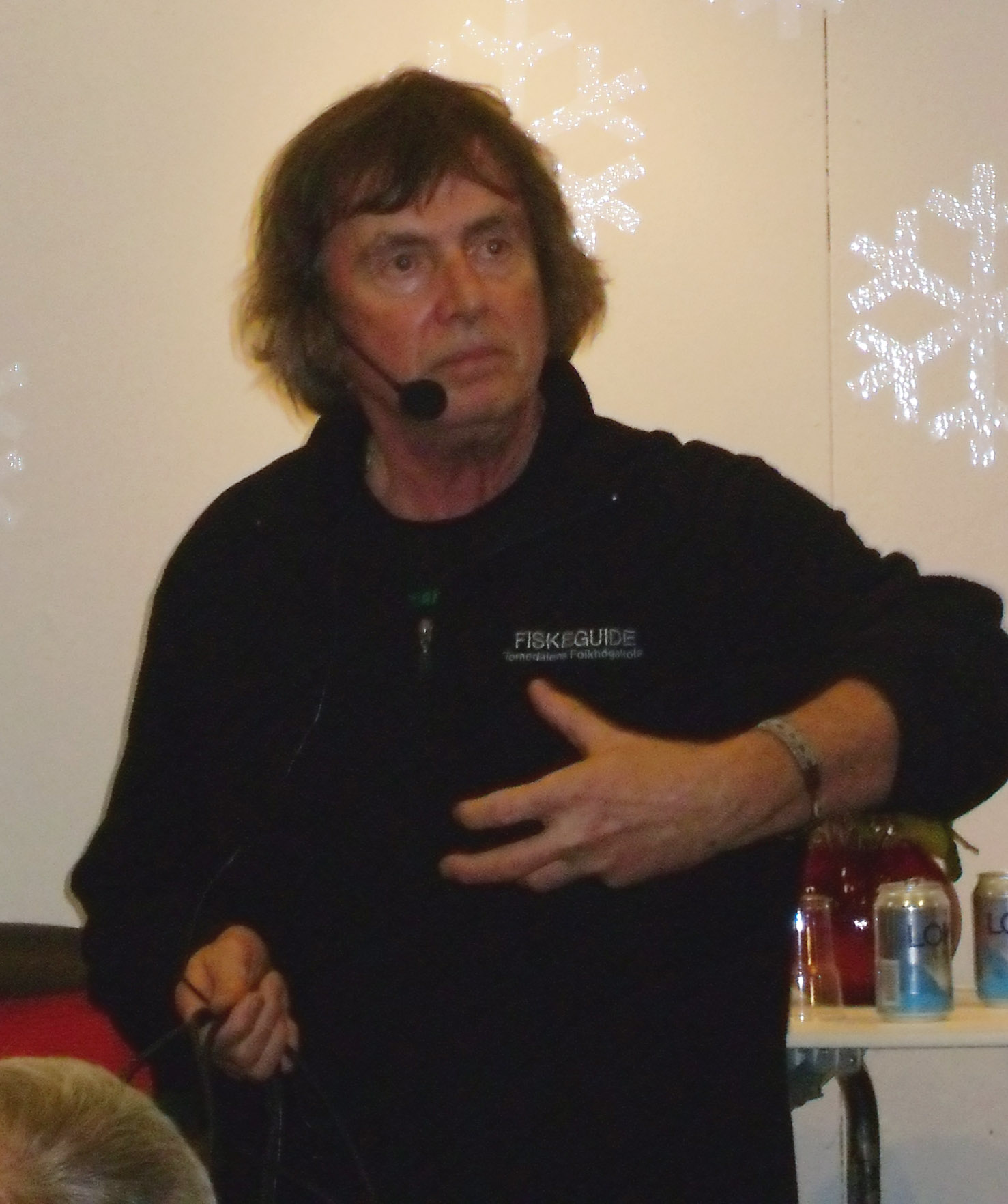
Gunnar Westrin på Bok- & Biblioteksmässan i Göteborg 2008.

Erik Gunnar Westrin, född 16 maj 1946 på Frösön i Jämtland, är en svensk naturfotograf, författare och föreläsare.

## Verksamhet
Westrin skriver om naturen och fisket i främst Piteälven, samt Norrbottens inland och fjällvärld, bland annat det numera klassiska området norr om Kiruna som kallas "Sandåslandet". Förutom de böcker som Westrin skrivit, medverkar han även i de flesta svenska fisketidningar, skriver artiklar i dagstidningar och håller föreläsningar. 
Gunnar Westrin, som har släktband till byn Äspnäs, gick sina skolår i Östersund och Strömsund, samt utbildade sig sedan till lärare vid lärarhögskolan i Luleå. Han har sedan 1972 valt att bo i Råneå i Norrbotten för att ha nära till den miljö han beskriver i sina böcker och artiklar. Förutom detta arbetade han under ett tiotal år som lärare i biologi, ekologi och entomologi vid Tornedalens Folkhögskola i Övertorneå, för det mesta med natur- och fiskeguideutbildningarna.  
Westrin är gränsöverskridande, så till vida att han också har sina föreläsningar i Norge. Över 500 föreläsningar har gjort Westrin både berest och omtalad. Föreläsningarna har en röd tråd av ekologisk kunnighet och förståelsen för alla arters nödvändighet. 
Westrin har menat att hans flugspö har varit hans pekpinne i livet, en tingest som har tagit honom runt världen. Fantastiska äventyrs- och fiskefängen har upplevts i bland annat Alaska, Sydamerika, Ryssland, Mongoliet, Australien, Nya Zeeland och naturligtvis Island, Norge, Finland och Sverige.  
Krönikörverksamheten i allehanda dagstidningar, som Östersundsposten, Norrbottens-Kuriren och Norrländska Socialdemokraten. I den sistnämnda skrev han 534 krönikor under en period av 31 år.   
Under åren 1976–1986 var Westrin mycket aktiv i "Aktionsgruppen mot Råneälvens exploatering" (AMORE), och gruppen lyckades via opinionsbildning att rädda Råneälven.
| ”                | Naturen är ett njutningens tempel och inte en roffares marknad | „ |
| – Gunnar Westrin |                                                                |   |

### Fotnoter
1. ↑  Westrins fiskeblogg i tidningen  Norrländska Socialdemokraten
2. ↑  JAG - Gunnar Westrin